# Alstom Coradia LIREX
Alstom Coradia LIREX (Abk. LIREX für Leichter, innovativer Regionalexpress) ist der Produktname einer Familie modularer, vollständig niederfluriger Nahverkehrs-Gliedertriebzüge des Herstellers Alstom Transport Deutschland, vormals Alstom LHB, Salzgitter, vormals Linke-Hofmann-Busch, Waggon-Fahrzeug-Maschinen GmbH.
Das erste Fahrzeug dieser Familie war der auf radial einstellenden Einzelradsatz-Fahrwerken fahrende Prototyp DB-Baureihe 618. Aus dem Konzept ist durch Fortentwicklung eine Familie von vollständig niederflurigen Triebzügen mit konventionellen Enddrehgestellen und Jakobs-Drehgestellen zwischen den Mittelwagen entstanden. Dabei wurde zuerst die für den Betrieb in nordischen Ländern geeignete Unterfamilie Coradia Nordic entwickelt und später daraus die Unterfamilie Coradia Continental für den Betrieb in Mitteleuropa abgeleitet. Allen Fahrzeugen gemeinsam ist die Anordnung nahezu aller Komponenten auf dem Fahrzeugdach.
Die Fahrzeuge sind zu mindestens 95 Prozent stofflich wiederverwertbar.

## DB-Baureihe 618
Die Deutsche Bahn AG und Alstom LHB entwickelten gemeinsam einen Prototyp als Erprobungsträger für neue Technik im Nahverkehr. Ziel des unter anderem vom Land Sachsen-Anhalt geförderten Entwicklungsprojektes war ein modularer Triebzug in Leichtbauweise, der mit elektrischem, dieselelektrischem oder Hybridantrieb versehen werden kann. Der Zug wurde von der Fahrzeugtechnik Dessau gefertigt.
Der sechsteilige Triebzug besteht aus zwei identischen Hälften. Diese bestehen jeweils aus einem zweiachsigen Mittelwagen (M), auf den sich beiderseits nach dem Deichselprinzip der einachsige Mittelwagen (B) und der Endwagen mit Führerstand (A) abstützen. Die verwendeten kurvengesteuerten Einzelradfahrwerke (KERF) ermöglichen achslose Radsätze („virtuelle Achse“). Fast die gesamte Antriebstechnik ist auf den Wagendächern angeordnet. Hierdurch sowie durch die Einzelradfahrwerke konnte ein Niederfluranteil von 100 Prozent erreicht werden – das Fahrzeug ist durchgängig barrierefrei erreichbar und durchquerbar. Durch die nur 12 m langen Wageneinheiten konnte eine große Breite (3,042 m) realisiert werden; so lassen sich gegebenenfalls fünf Sitze in einer Reihe unterbringen, ohne die Breite des Mittelgangs gegenüber herkömmlichen Fahrzeugen zu verringern.

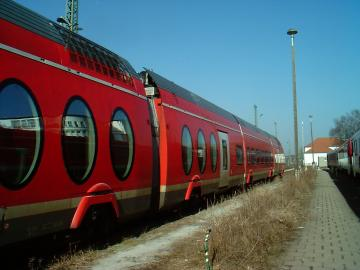
Mittelteil des Lirex BR 618

Der Zug wird durch sechs wassergekühlte, umrichtergesteuerte Drehstrom-Asynchronmotoren über Zweistufengetriebe angetrieben. Die wassergekühlten Fahrmotoren sind samt den Getrieben direkt an den Einzelradfahrwerken angeordnet. Die Betriebsbremse ist elektrisch.
Der Gleichstromzwischenkreis der Umrichter wird durch vier Dieselgeneratoren gespeist. Die verwendeten Generatoren sind dabei besonders kleine und leichte permanentmagneterregte Maschinen. Das Konzept erlaubt, eine Dieselgeneratoranlage durch ein Modul mit Stromabnehmer und Transformator zu ersetzen.
Zur Verbesserung der Energiebilanz wurde die Ausrüstung mit einem Schwungradspeicher vorgesehen, um beim Bremsen frei werdende Energie zwischenspeichern zu können. Für den projektierten Betrieb als elektrisches Fahrzeug wäre auch die Bremsstromrückspeisung möglich gewesen.
Zur Demonstration zukünftiger Möglichkeiten im Schienennahverkehr wurde dieses Einzelstück mit verschiedenen „Sitzlandschaften“ und einiger Unterhaltungselektronik bestückt, vergleichbar mit dem DB-Innovationszug.
Ein Planeinsatz sollte zunächst auf der Strecke Thale–Quedlinburg–Magdeburg stattfinden, erfolgte dann aber zwischen Magdeburg und Wittenberge als Regionalexpress. Der erste Zug fuhr sogar bis Ludwigslust, um einen ICE-Anschluss zu realisieren. Nach einjährigem Planeinsatz sollte das Vorführfahrzeug beim Hersteller Alstom LHB von der Dieselversion in die Elektroversion umgebaut werden. Hierbei sollte eine neuartige Fahrstromversorgung („eTransformer“) auf der Basis von Leistungselektronik, ähnlich einem Schaltnetzteil, zum Einsatz kommen. Dieser Umbau hat jedoch nicht stattgefunden. Seit Ende Juni 2006 ist das Fahrzeug im DB-Bestand z-gestellt. 2008 befand sich der Zug in Delitzsch auf dem Gelände von EuroMaint.
Das Prototypfahrzeug der DB AG wurde am 25. August 2016 in die Liste des VDMT zum Verkauf gegen Gebot aufgenommen. Das Fahrzeug befindet sich 2023 als nicht mehr betriebsfähiges Museumsobjekt bei Alstom in Salzgitter-Watenstedt.

## Coradia Nordic

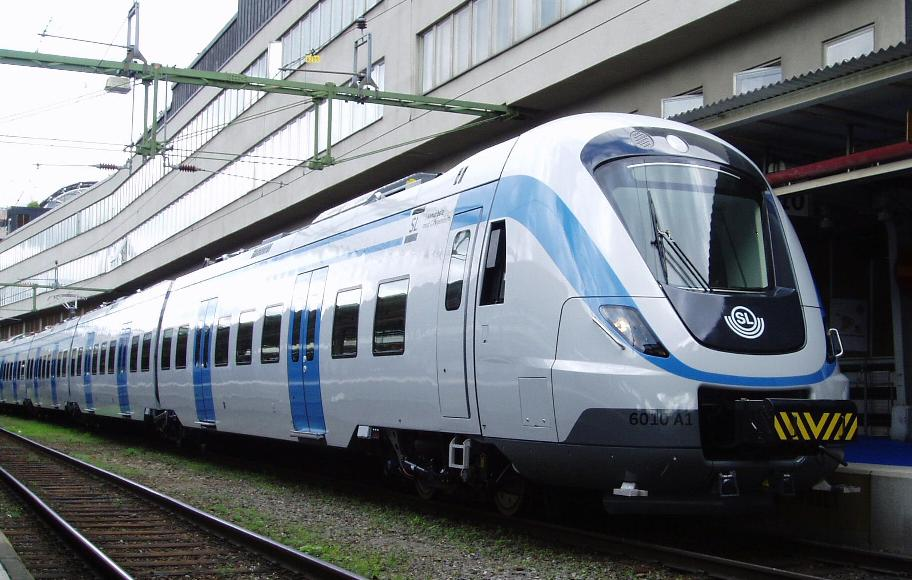
X60

Aus dem Erfahrungen mit der BR 618 wurde die Unterfamilie Coradia Nordic abgeleitet. Als erste Serienfahrzeuge der LIREX-Familie entstanden 71 sechsteilige elektrische Triebzüge des Typs X60 für AB Storstockholms Lokaltrafik (SL). Die X60 der SL sind 107,1 m lang und werden im S-Bahn-artigen Verkehr von Stockholms pendeltåg eingesetzt. Sie besitzen 374 Sitzplätze und 530 Stehplätze. Später wurden aus dem X60 die vierteiligen Bauarten X61 und X62 für den Regionalverkehr abgeleitet.
Die Fahrzeuge werden in Salzgitter hergestellt. Unter den Zulieferern sind SMA (Niestetal) für die Hilfsbetriebeumrichter, Faiveley Transport Leipzig (ehemals HAGENUK – Hanseatische Apparatebaugesellschaft Neufeldt und Kuhnke) bzw. MAB (Maschinen- und Apparatebau) (Schkeuditz) für die Klimaanlagen der Fahrgasträume und Fahrerräume sowie Faiveley Transport für die Bremsausrüstung, KNORR-Frensistemi (Florenz) oder BFG (Bahrain) für die Toiletten und die Franz Kiel GmbH & Co. KG (Nördlingen) für die Fahrgastsitze.

## Coradia Continental

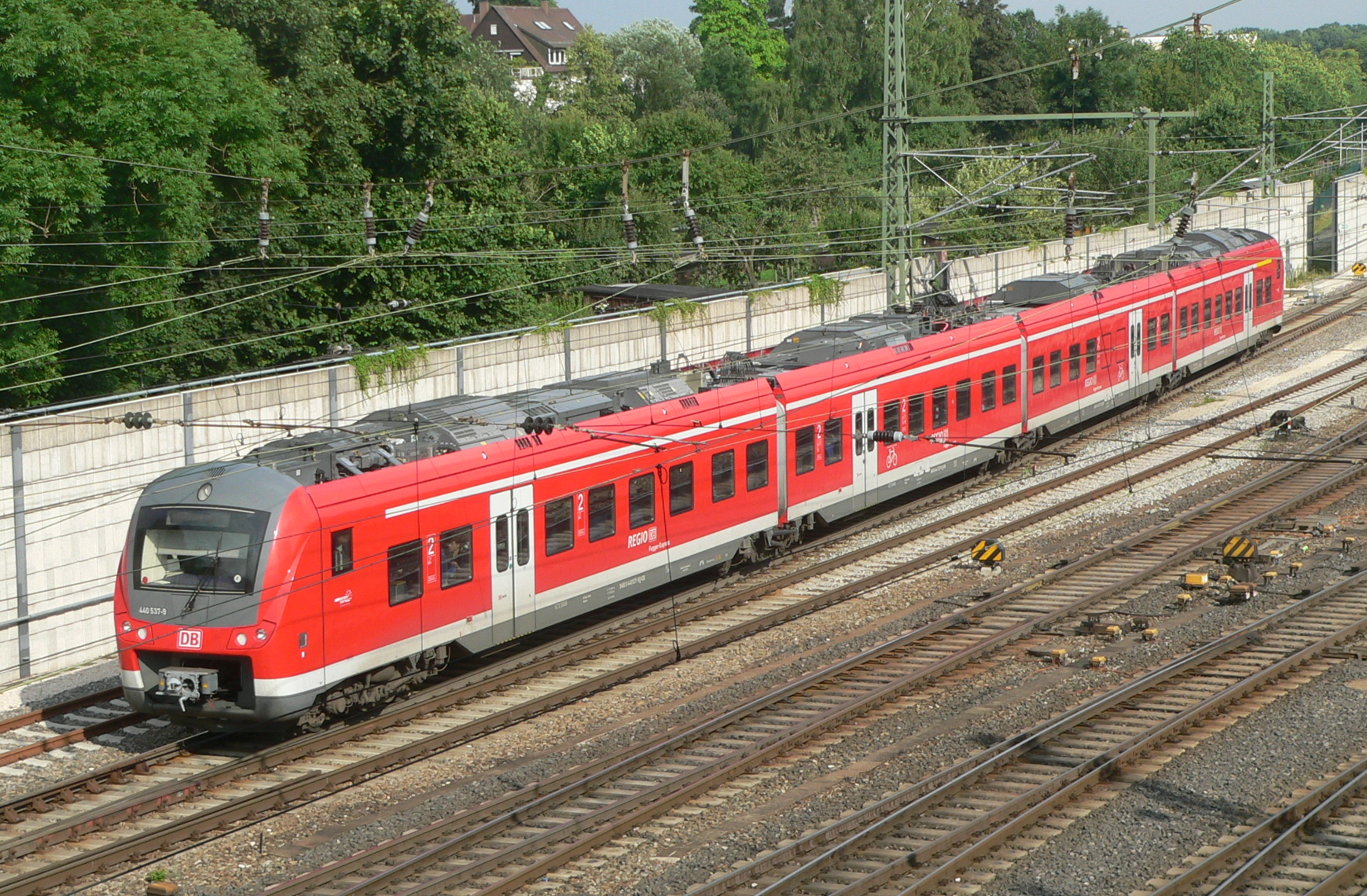
440 537 in Ulm

Die Coradia Continental wurden aus den Coradia Nordic abgeleitet. Von den für Schweden gefertigten Coradia Nordic unterscheiden sich diese Fahrzeuge durch einen neuen, dem deutschen Umgrenzungsprofil angepassten Wagenkasten mit geraden Seitenwänden.
Die Front der bisher bestellten Fahrzeuge ist kürzer, da diese ohne Crashverzehrelemente ausgeführt werden. Auf Kundenwunsch sind auch keine seitlichen Führerstandstüren vorhanden, anders als bei den Coradia Nordic.
Die Fahrzeuge werden mit vom X60 entsprechend den Einsatzbedingungen in Deutschland adaptierten Modulkomponenten ausgestattet. So haben die Klimaanlagen mehr Kühl- und weniger Heizleistung.
Aufträge wurden erteilt von der DB Regio AG, BeNEX und der NordWestBahn.
Die ersten Fahrzeuge sollten ab Dezember 2008 von der DB Regio AG im E-Netz Augsburg als Fugger-Express eingesetzt werden. Hierbei kam es zu Verzögerungen, so dass das ursprünglich geplante Flügelkonzept erst ab Dezember 2009 umgesetzt wurde.
Seit Dezember 2010 werden weitere Züge von der NordWestBahn auf der Regio-S-Bahn Bremen/Niedersachsen sowie von agilis im Netz Regensburger Stern eingesetzt.
Seit Dezember 2014 werden Züge der Baureihe 1440 auf der Linie S5/8 der S-Bahn Rhein-Ruhr eingesetzt. Diese weisen neue Crashverzehrelemente auf.
Ab Dezember 2015 sollen neue Züge im Elektro-Netz Niedersachsen-Ost und ab Juni 2016 im Elektro-Netz Mittelsachsen II eingesetzt werden. Diese Züge weisen seitliche Führerstandstüren auf.
Seit Dezember 2019 werden auf der Breisgau-S-Bahn auch größtenteils Züge der Baureihe 1440 eingesetzt.
Einsätze in Rheinland-Pfalz erfolgen durch die Hessische Landesbahn und die DB Regio Mitte, die diese Fahrzeuge auch im Saarland einsetzt.

## Coradia Polyvalent
Im Herbst 2009 hat Alstom die Ausschreibung der SNCF für eine neue Generation von Regionalzügen gewonnen. Die neuen Züge mit Produktnamen Coradia Polyvalent (Régiolis) wurden auf Basis der Coradia Nordic und Coradia Continental entwickelt. Die Triebzüge werden im Alstom-Werk im französischen Reichshoffen hergestellt.
Die Triebzüge sind vielseitig konfigurierbar. Neben Mehrsystemvarianten gibt es Zweikrafttriebzüge. Die Regiolis werden als drei-, vier- oder sechsteilige Gliederzüge mit 56 m, 72 m oder 110 m Länge ausgeliefert.
Exporterfolge konnte Alstom in Algerien und Senegal erzielen.